# Henan Football Club
Maillots
Actualités

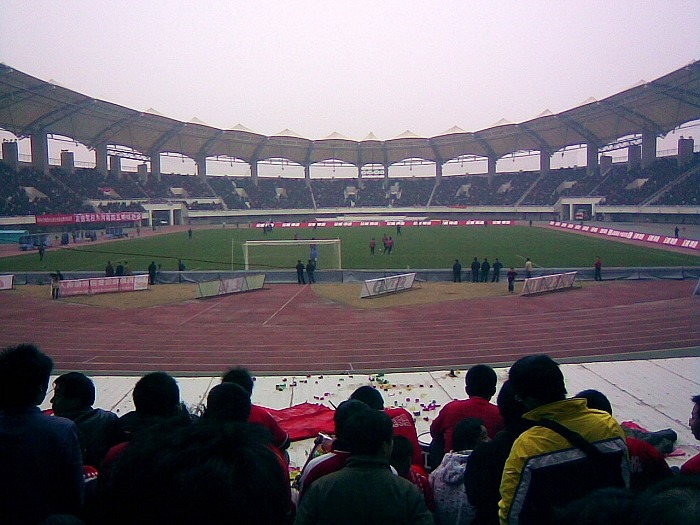
Le Zhengzhou Hanghai Stadium

Le Henan Football Club (en chinois : 河南建业足球俱乐部股份有限公司), plus couramment abrégé en Henan FC, est un club chinois de football fondé en 1958 et basé dans la ville de Zhengzhou, dans la province du Henan.
Le club appartient au Jianye Residential Group, qui fait partie du Central China Real Estate Group, et évolue au Zhengzhou Hanghai Stadium, qui a une capacité de 29 860 places.

## Histoire

Ancien logo

### Noms du club
- 1958-1993 : Henan FC (河南)
- 1994-2009 : Henan Construction (河南建业)
- 2010-2021 : Henan Jianye (河南建业)
- 2021-2022 : Henan Songshan Longmen (河南嵩山龙门)
- 2023- : Henan FC (河南)

### Histoire du club

#### 1958-1993: 35 premières années irrégulières
Le club est fondé en 1958 par l'organisme sportif du gouvernement local pour participer aux Jeux nationaux chinois de 1959 avant de rejoindre le système de ligue de football chinois, alors en expansion progressive. Le club est créé sous le nom de Henan Provincial Team. L'équipe a passé une grande partie de son temps en deuxième division, sauf pendant une courte période à la fin des années 1970, lorsque la ligue a été élargie pour accueillir plus d'équipes. Le club fut cependant relégué en deuxième division à l'issue de la saison 1977. Lorsque le système de ligue de football chinois s'est développé pour accueillir une troisième division, le Henan s'y est retrouvé lors de sa relégation de deuxième division à l'issue de la saison 1981, mais ils ont rapidement pu revenir en deuxième division après la saison 1982. Il ne fallut pas longtemps au club pour remporter à nouveau la promotion en première division au cours de la saison 1985 avant d'être relégué à la fin de la saison 1988.

#### 1994-2006: Débuts de professionnalisation
En 1994, l'ensemble du système de ligue de football chinois est devenu professionnel. Les clubs furent obligés d'être possédés par une entreprise et le Henan suivra rapidement. En effet, quand il est devenu professionnel le 27 août 1994, le club a cédé 40 % du club au Jianye Residential Group et est renommé Henan Construction. La transition du club vers le professionnalisme a été difficile et il a été une fois de plus relégué à la fin de la saison 1994 en troisième division. Une fois de plus, il remontera la saison suivante après avoir fini à la deuxième place. Pendant plusieurs saisons, le club stagna en deuxième division avant de détendre à l'issue de la saison 1998. Cependant, le Jianye Real Estate Development décide de prendre le contrôle total du club le 15 janvier 1999. Avec cette assise financière sûre, le club remontera aussitôt en deuxième division où il restera durablement. Le club remporta la promotion en Chinese Super League à la fin de la saison 2006 après avoir remporté le titre. 

#### 2007-: Évolution au haut niveau du football chinois
Pour leur première saison en première division, les Diables Rougesont réussi à se maintenir en terminant à la 12ème position, évitant de justesse la relégation en battant le Changchun Yatai 3-2. Le club a cependant exigé de meilleurs résultats lors de la saison 2008, voyant passer plusieurs managers avant d'installer le chinois Tang Yaodong pour les aider à éviter une nouvelle relégation. Sa nomination s’avérera être une réussite. Le club finira la saison 2009 à la troisième place, ce qui est la meilleure position jamais atteinte par le club.
Cette troisième place a conduit le club à sa première et unique apparition en Ligue des champions de l'AFC en 2010, année où le club a transformé son nom anglais en Henan Jianye (河南建业). Le club a terminé la compétition avec 3 nuls et 3 défaites en phase de groupes, et depuis, les performances du club ont chuté d'année en année. En 2011, le club a terminé la saison à la 13ème position. Après une saison encore plus chaotique et insatisfaisante en 2012, le club a été relégué en deuxième division.
Le Henan Jianye a de nouveau nommé Tang Yaodong en 2013, aidant l'équipe à revenir en Super League chinoise après la saison. Le club finira avec 62 points en 30 matchs. Cependant, Tang a de nouveau été licencié à mi-parcours de la saison 2014 en raison de la performance désastreuse de l'équipe. C'est donc Jia Xiuquan qui a pris sa place. L'équipe s'est battue durement contre le Beijing Guoan lors du dernier match de la saison, pouvant ainsi rester en première division grâce à une marque d'un point.
Le club réussira cependant, grâce à une étonnante bonne saison, à finir à la 5ème position du championnat chinois avec 12 victoires en 30 journées. Malheureusement, le club réalisera 3 saisons de suite au-dessus de la 10ème place : 13ème en 2016, 14ème en 2017 et 12ème en 2018. Cependant, le club finira à la 8ème place pour la saison 2019. Il réalisera son troisième plus grand nombre de victoires après les saisons 2015 et 2009 (11 victoires) et de même pour le nombre de points (41 points). Ces résultats sont dus aux bonnes performances des camerounais Franck Ohandza et Christian Bassogog ainsi que du brésilien Fernando Karanga.
Malheureusement, le début de la saison 2020 est retardé à cause de la pandémie du coronavirus.

## Bilan sportif

### Palmarès
| Compétitions nationales |
| --- |
| - Championnat de Chine D2 (3) : - Champion : 1989, 2006 et 2013. - Vice-champion : 2003. - Championnat de Chine D3 (2) : - Champion : 1982 et 1999. - Vice-champion : 1995. |

### Bilan saison par saison
| Saison | D1  | Points | Journée | Vic. | Nuls | Déf. | B.P. | B.C. | Diff. |
| ------ | --- | ------ | ------- | ---- | ---- | ---- | ---- | ---- | ----- |
| 2019   | 8e  | 41 pts | 30      | 11   | 8    | 11   | 41   | 46   | -5    |
| 2018   | 12e | 34 pts | 30      | 10   | 4    | 16   | 30   | 45   | -15   |
| 2017   | 14e | 30 pts | 30      | 7    | 9    | 14   | 34   | 46   | -12   |
| 2016   | 13e | 35 pts | 30      | 10   | 5    | 15   | 26   | 44   | -18   |
| 2015   | 5e  | 46 pts | 30      | 12   | 10   | 8    | 35   | 30   | +5    |
| 2014   | 14e | 30 pts | 30      | 6    | 12   | 12   | 32   | 39   | -7    |
| 2012   | 16e | 26 pts | 30      | 7    | 5    | 18   | 28   | 56   | -28   |
| 2011   | 13e | 40 pts | 30      | 7    | 11   | 12   | 29   | 35   | -6    |
| 2010   | 8e  | 40 pts | 30      | 9    | 13   | 8    | 31   | 31   | 0     |
| 2009   | 3e  | 48 pts | 30      | 13   | 9    | 8    | 35   | 26   | +9    |
| 2008   | 10e | 36 pts | 30      | 9    | 9    | 12   | 30   | 31   | -1    |
| 2007   | 12e | 27 pts | 28      | 5    | 12   | 11   | 20   | 28   | -8    |

## Personnalités du club

### Présidents
- Hu Baosen

### Entraîneurs
- Zhang Changhai (août 1994 - décembre 1994)
- Wang Suisheng (décembre 1994 - août 1998)
- Ding Sanshi (août 1998 - juin 1999)
- Wang Suisheng (juin 1999 - 1er juillet 2001)
- Miloš Hrstić (juillet 2001 - août 2002)
- Chi Shangbin (1er janvier 2003 - 31 décembre 2003)
- Yin Lihua (octobre 2004 - septembre 2005)
- Chen Wenjie (septembre 2005 - novembre 2005)
- Meng Wenfeng (novembre 2005 - septembre 2007)
- Pei Encai (25 septembre 2007 - 20 décembre 2007)
- Jia Xiuquan (décembre 2007 - juin 2008)
- Acácio Casimiro (juin 2008 - septembre 2008)
- Tang Yaodong (15 septembre 2008 - 12 novembre 2010)
- Kim Hak-Beom (12 novembre 2010 - 23 mai 2011)
- Zhao Wei (1er juin 2011 - 30 juin 2011)
- Jo Bonfrere (30 juin 2011 - 31 décembre 2011)
- Jan Versleijen (1er janvier 2012 - 15 juillet 2012)
- Shen Xiangfu (16 juillet 2012 - 30 novembre 2012)
- Tang Yaodong (30 novembre 2012 - 28 mai 2014)
- Jia Xiuquan (3 juin 2014 - 3 juin 2017)
- Yasen Petrov (13 juin 2014 - 30 septembre 2017)
- Guo Guangqi (30 septembre 2017 - 18 décembre 2017)
- Dragan Talajić (18 décembre 2017 - 21 avril 2018)
- Chang Woe-ryong (26 avril 2018 - 27 septembre 2018)
- Wang Baoshan (27 septembre 2018 - 2019)
- Javier Pereira (2020 - octobre 2021)